# مبادئ ويلسون الأربعة عشر
مبادئ ويلسون الاربعة عشر هي 14 مبدأ قدمت من قبل رئيس الولايات المتحدة وودرو ويلسون للكونغرس الأمريكي في تاريخ 8 يناير 1918، ركز فيها على 14 مبدأ للسلم ولإعادة بناء أوروبا من جديد بعد الحرب العالمية الأولى.
المبادئ الأربعة عشر هي بيان لمبادئ السلام كان من المقرر استخدامه في مفاوضات السلام من أجل إنهاء الحرب العالمية الأولى. تم تحديد المبادئ في خطاب ألقاه الرئيس وودرو ويلسون في 8 يناير 1918 حول أهداف الحرب وشروط السلام أمام كونغرس الولايات المتحدة. لكن زملاءه الحلفاء الرئيسيين (جورج كليمنصو من فرنسا وديفيد لويد جورج من المملكة المتحدة وفيتوريو أورلاندو من إيطاليا) شكّكوا في قابلية تطبيق المثالية الويلسونية.
انضمت الولايات المتحدة إلى الوفاق الثلاثي في قتال قوى المركز في 6 أبريل 1917. كان دخولها الحرب يرجع جزئيًا إلى استئناف ألمانيا حرب الغواصات ضد السفن التجارية التي تتاجر مع فرنسا وبريطانيا وأيضًا اعتراض برقية زيمرمان. ومع ذلك، أراد ويلسون تجنب توريط الولايات المتحدة في التوترات الأوروبية الطويلة الأمد بين القوى العظمى؛ في حال كانت أمريكا تنوي المشاركة في القتال، أراد أن يفصل تلك المشاركة في الحرب عن النزاعات أو الطموحات القومية. أصبحت الحاجة إلى وجود أهداف أخلاقية أكثر أهمية، عندما كشف البلاشفة بعد سقوط الحكومة الروسية عن معاهدات سرية بين الحلفاء. ردّ خطاب ويلسون أيضًا على مرسوم فلاديمير لينين بشأن السلام الصادر في نوفمبر 1917، مباشرة بعد ثورة أكتوبر عام 1917.
تناول الخطاب الذي ألقاه ويلسون العديد من الأفكار التقدمية الداخلية وترجمها إلى سياسة خارجية (التجارة الحرة والاتفاقات المفتوحة والديمقراطية وحق تقرير المصير). قبل ثلاثة أيام، ألقى رئيس وزراء المملكة المتحدة لويد جورج خطابًا يوضح أهداف بريطانيا من الحرب وكان مشابهًا إلى حد ما خطاب ويلسون، لكنه اقترح دفع تعويضات من جانب قوى المركز وكان أكثر غموضًا في وعوده للمواطنين غير الأتراك في الدولة العثمانية. استندت المبادئ الأربعة عشر في الخطاب إلى بحث لجنة التحقيق -فريق يضم حوالي 150 مستشارًا بقيادة مستشار السياسة الخارجية إدوارد م. هاوس- حول الموضوعات التي من المحتمل أن تُطرح للنقاش في مؤتمر السلام المتوقع.

## الخلفية
كان السبب المباشر لدخول الولايات المتحدة الحرب العالمية الأولى في أبريل عام 1917 هو الإعلان الألماني عن تجدد حرب الغواصات غير المقيدة يليه غرق سفن على متنها أمريكيون. لكن أهداف الحرب من وجهة نظر الرئيس ويلسون تجاوزت الدفاع عن المصالح البحرية. في خطاب الحرب الذي وجهه إلى الكونغرس، أعلن ويلسون أن هدف الولايات المتحدة هو «حماية مبادئ السلام والعدالة في حياة العالم». في العديد من الخطابات في وقت سابق من العام، رسم ويلسون رؤيته لإنهاء الحرب التي من شأنها أن تحقق «سلامًا عادلًا وآمنًا»، وليس مجرد «توازن جديد في القوة».
بدأ الرئيس ويلسون في وقت لاحق سلسلة سرية من الدراسات التي أُطلق عليها اسم لجنة التحقيق، ركّزت بشكل أساسي على أوروبا، ونفّذتها مجموعة في نيويورك ضمّت علماء الجغرافيا والمؤرخين وعلماء السياسة؛ وجّه المجموعة العقيد هاوس. كانت مهمتهم هي دراسة سياسة الحلفاء والأميركيين في كل منطقة من مناطق العالم تقريبًا وتحليل الحقائق الاقتصادية والاجتماعية والسياسية التي من المحتمل أن تُطرح في المناقشات خلال مؤتمر السلام. وضعت المجموعة وجمعت ما يقرب من ألفي تقرير ووثيقة منفصلة بالإضافة إلى ما لا يقل عن 1200 خريطة. تكلّلت الدراسات بخطاب ألقاه ويلسون أمام الكونغرس في 8 يناير 1918، أوضح فيه أهداف أمريكا من الحرب طويلة الأجل. كان الخطاب أوضح تعبير عن نية الدول المتحاربة، وعرض سياسات ويلسون الداخلية التقدمية على الساحة الدولية.

## الخطاب
طُوّر الخطاب، المعروف باسم المبادئ الأربعة عشر، انطلاقًا من مجموعة من المبادئ الدبلوماسية التي وضعها ويلسون والمبادئ الإقليمية التي صاغها الأمين العام للجنة التحقيق، والتر ليبمان، وزملاؤه: آيسايا بومان وسيدني ميزيس وديفيد هانتر ميلر. كانت مسودة مبادئ ليبمان الإقليمية بمثابة رد مباشر على المعاهدات السرية التي عقدها الحلفاء الأوروبيون، والتي عرضها وزير الحرب نيوتن د. بيكر على ليبمان. وفقًا لهاوس، انطوت مهمة ليبمان على «أخذ المعاهدات السرية، وتحليل الأجزاء التي من الممكن قبولها، وعزلها عن تلك التي لم يكن من الممكن قبولها، ثم تطوير موقف يعترف قدر الإمكان بالحلفاء، ولكن بعد نزع السمّ… لقد تمحورت مهمته بأكملها حول المعاهدات السرية».
في الخطاب، تناول ويلسون مباشرة ما اعتبره أسبابًا للحرب العالمية من خلال الدعوة إلى إلغاء المعاهدات السرية، والحدّ من التسلّح، وتعديل المطالبات الاستعمارية لصالح كل من الشعوب الأصلية والمستعمرين، وحرية البحار. قدّم ويلسون أيضًا مقترحات من شأنها أن تضمن السلام العالمي في المستقبل. على سبيل المثال، اقترح إزالة الحواجز الاقتصادية بين الدول، وطرح وعد تقرير المصير للأقليات القومية، وإقامة منظمة عالمية تضمن «الاستقلال السياسي والسلامة الإقليمية للدول الكبيرة والصغيرة على حد سواء» - عصبة الأمم.
على الرغم من أن مثالية ويلسون طغت على المبادئ الأربعة عشر، إلا أنه وضع أهدافًا عملية أكثر في الحسبان. أعرب عن أمله في إبقاء روسيا في الحرب من خلال إقناع البلاشفة بأنهم سيحصلون على سلام أفضل من الحلفاء، وذلك لتعزيز معنويات الحلفاء وتقويض الدعم الألماني للحرب. لاقت الكلمة قبولًا حسنًا في الولايات المتحدة ودول الحلفاء وحتى من جانب الزعيم البلشفي فلاديمير لينين، باعتباره شخصًا بارزًا في التنوير في العلاقات الدولية. استخدم ويلسون فيما بعد المبادئ الأربعة عشر كأساس للتفاوض على معاهدة فرساي التي أنهت الحرب.

## المبادئ الأربعة عشر
- 1. تقوم العلاقات الدولية على مواثيق سلام عامة، وتكون المعاهدات الدولية علنية وغير سرية.
- 2. تأمين حرية الملاحة في البحار خارج المياه الإقليمية في السلم والحرب، إلا ما ينص عليه الاتفاق الدولي خلافا لذلك.
- 3. إلغاء الحواجز الاقتصادية بقدر الإمكان وإيجاد مساواة بين الدول المتعاونة في المحافظة على السلام.
- 4. تخفيض التسلح إلى الحد الذي يكفل الأمن الداخلي.
- 5. وضع إدارة عادلة للمستعمرات تنفذ ما يحقق المصالح السكانية.
- 6. الجلاء عن الأراضي الروسية كلها والتعاون مع أي حكومة روسية يختارها الشعب.
- 7. الجلاء عن أراضي بلجيكا وتعميرها.
- 8. الجلاء عن فرنسا ورد الألزاس واللورين وتعمير ما خرب منها بسبب الحرب.
- 9. إعادة النظر في حدود إيطاليا بحيث تضم جميع الجنس الإيطالي.
- 10. منح القوميات الخاضعة للإمبراطورية النمساوية حق تقرير مصيرها.
- 11. الجلاء عن صربيا ورومانيا والجبل الأسود، وإعطاء صربيا منفذا إلى البحر وإقامة علاقات جديدة بين دول البلقان كافة مبنية على أسس قومية وتاريخية، وضمان حريتها السياسية والاقتصادية.
- 12. ضمان سيادة الأجزاء التركية وإعطاء الشعوب الأخرى غير التركية التي تخضع لها حق تقرير المصير، وحرية المرور في المضائق لجميع السفن بضمان دولي.
- 13. بعث الدول البولندية بحيث تضم جميع العنصر البولندي، وإعطائها منفذا إلى البحر، وضمان استقلالها السياسي والاقتصادي دوليا.
- 14. إنشاء عصبة الأمم و تحرير حزب شيوعي مختار